# كهل قو
كهل‌ قو هي قرية في مقاطعة كليبر، إيران. عدد سكان هذه القرية هو 128 في سنة 2006.